# Yanh Franco Rojas
Yanh Franco Rojas Quispe – peruwiański zapaśnik walczący w stylu klasycznym. Piąty na mistrzostwach panamerykańskich w 2009 i na igrzyskach panamerykańskich w 2007. Zdobył brązowy medal na igrzyskach Ameryki Płd. w 2006. Drugi na igrzyskach boliwaryjskich w 2009 roku.
Mistrz Ameryki Południowej w 2012 roku.